# Ка Бјанка (Новара)
Ка Бјанка је насеље у Италији у округу Новара, региону Пијемонт.
Према процени из 2011. у насељу је живело 55 становника. Насеље се налази на надморској висини од 302 м.